# گرین‌بانک (واشینگتن)
گرین‌بانک (به انگلیسی: Greenbank) یک منطقهٔ مسکونی در ایالات متحده آمریکا است که در شهرستان آیلند، واشینگتن واقع شده‌است. گرین‌بانک ۲۰ متر بالاتر از سطح دریا واقع شده‌است.